# Murailles de Fiesole

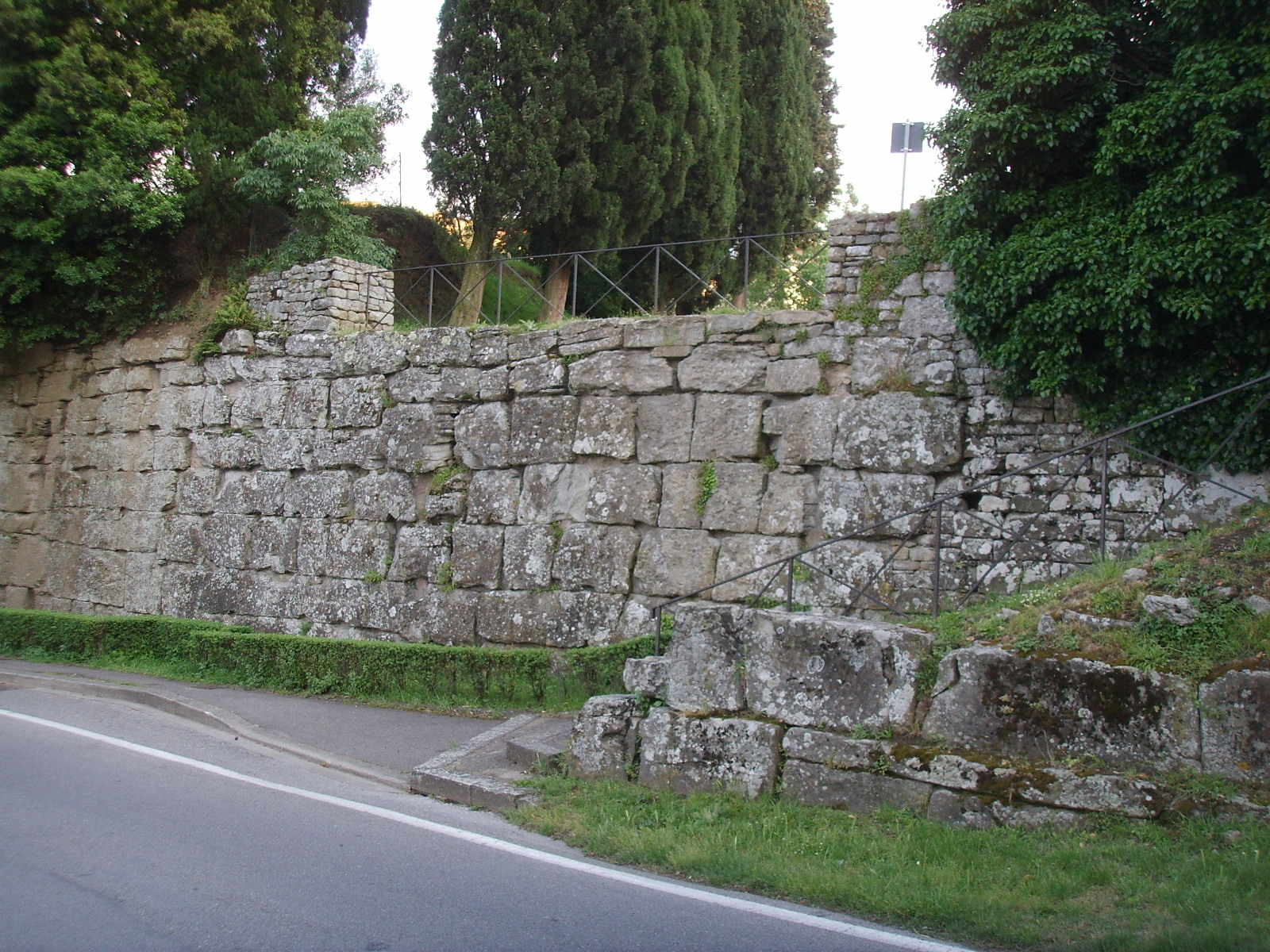
Le mura etrusche de Fiesole

Les murailles de Fiesole sont les vestiges du système défensif de la ville de Fiesole datant des époques étrusque puis romaine.
Ils datent du  IVe siècle av. J.-C., sont d'une longueur de 2 kilomètres et ceinturent la partie collinaire en blocs de grès (arenaria).
Ils n'ont pas résisté aux attaques de la ville de Florence et, en 1125, une grande partie a été détruite ; les seuls vestiges en sont les parties qui donnent sur le parc archéologique (Area archeologica di Fiesole ) visibles du temple et des thermes.

## Sources
- (it) Cet article est partiellement ou en totalité issu de l’article de Wikipédia en italien intitulé « Mura di Fiesole » (voir la liste des auteurs).